# Calliphora echinosa
Calliphora echinosa är en tvåvingeart som beskrevs av Grunin 1970. Calliphora echinosa ingår i släktet Calliphora och familjen spyflugor. Inga underarter finns listade i Catalogue of Life.